# Östbräken
Östbräken (Gymnocarpium continentale) är en art i familjen stenbräkenväxter inom divisionen ormbunksväxter.
Östbräken blir 10–30 centimeter hög och blommar i juli till augusti. Den liknar kalkbräken men är mer ljusgrön och har glesare glandler. Sekundärflikarna är också större i förhållande till primärflikarna än hos kalkbräken. Den förekommer som hybrid med ekbräken.
I Norden förekommer den i norra Finland och Norge.